# Pleszew Wschód
Pleszew Wschód – dawny przystanek osobowy w Pleszewie, w woj. wielkopolskim, w Polsce. Położony na dawnej wąskotorowej linii kolejowej z Krotoszyna Wąskotorowego do Broniszewic. Został wybudowany w czasie II wojny światowej przez Niemców. W latach 70. XX wieku został rozebrany.